# Пулицерова награда
Пулицерова награда (енгл. Pulitzer Prize) је америчка награда која се додељује за највеће доприносе у новинарству, књижевности и компоновању музике. Додељује је Универзитет Колумбија из Њујорка.
Награда се додељује сваке године у 21 категорији. У 20 категорија сваки добитник добија диплому и награду од 10.000 америчких долара. Победник у категорији јавна служба у новинарству су увек новине које добијају златну медаљу, иако се приликом образлагања награде може навести и најзаслужнији појединац.
Награду је установио Џозеф Пулицер, мађарско-амерички новинар и издавач, који је након смрти 1911. сав свој иметак завештао Универзитету Колумбија. Прва Пулицерова награда је додељена 4. јуна 1917. и отада се традиционално додељује сваког априла. Добитнике бира независна комисија.